# Brisbane Darts Masters
| Brisbane Darts Masters | Brisbane Darts Masters                            |
| ---------------------- | ------------------------------------------------- |
| Sportart               | Darts                                             |
| Organisator            | PDC                                               |
| Turnierart             | Einladungsturnier                                 |
| Austragungsort         | Brisbane Convention & Exhibition Centre, Brisbane |
| Austragungszeitraum    | August                                            |
| Rekordsieger           | Rob Cross, Damon Heta (je 1×)                     |
| letzter Sieger         | Damon Heta                                        |
| Letzte Austragung      | 2019                                              |

Das Brisbane Darts Masters war ein Dartturnier, das von der Professional Darts Corporation (PDC) im Rahmen der World Series of Darts veranstaltet wurde. Der Wettbewerb wurde 2018 erstmals in der australischen Stadt Brisbane ausgetragen.
Der erste Sieger war der Engländer Rob Cross, der das Finale mit 11:6-legs gegen den Niederländer Michael van Gerwen gewann.

## Format
An dem Turnier nahmen insgesamt 16 Spieler teil. Dazu zählten die Top 6 der PDC Order of Merit, zwei Wildcard-Spieler und acht lokale Qualifikanten.
Das Turnier wurde im K.-o.-System gespielt. In der ersten Runde war der Spielmodus ein best of 11 legs, im Viertelfinale wird best of 19 legs gespielt. Die Halbfinals und das Finale wurden im best of 21 legs-Modus gespielt.

## Preisgeld
Bei dem Turnier wurden insgesamt £ 60.000 an Preisgeldern ausgeschüttet. Das Preisgeld verteilte sich unter den Teilnehmern wie folgt:
| Position (Anzahl der Spieler) | Position (Anzahl der Spieler) | Preisgeld |
| ----------------------------- | ----------------------------- | --------- |
| Gewinner                      | (1)                           | £ 20.000  |
| Finalist                      | (1)                           | £ 10.000  |
| Halbfinalisten                | (2)                           | £ 5.000   |
| Viertelfinalisten             | (4)                           | £ 2.500   |
| Achtelfinalisten              | (8)                           | £ 1.250   |
|                               |                               |           |
|                               |                               | £ 60.000  |

Da es sich um ein Einladungsturnier handelte, wurden die erspielten Preisgelder bei der Berechnung der PDC Order of Merit nicht berücksichtigt.

## Finalergebnisse
| Jahr | Austragungsort                                    | Sieger     | Ergebnis | Finalist           | Sponsor     | Preisgeld | Preisgeld |
| Jahr | Austragungsort                                    | Sieger     | Ergebnis | Finalist           | Sponsor     | Gesamt    | Sieger    |
| ---- | ------------------------------------------------- | ---------- | -------- | ------------------ | ----------- | --------- | --------- |
| 2018 | Brisbane Convention & Exhibition Centre, Brisbane | Rob Cross  | 11 : 6   | Michael van Gerwen |             | 0£60.000  | 0£20.000  |
| 2019 | Brisbane Convention & Exhibition Centre, Brisbane | Damon Heta | 8 : 7    | Rob Cross          | Pirate Life | 0£60.000  | 0£20.000  |